# Obadiah Bowne
Obadiah Bowne (* 19. Mai 1822 bei Richmond, New York; † 27. April 1874 in Richmond, New York) war ein US-amerikanischer Politiker. Zwischen 1851 und 1853 vertrat er den Bundesstaat New York im US-Repräsentantenhaus.

## Werdegang
Obadiah Bowne wurde ungefähr sieben Jahre nach dem Ende des Britisch-Amerikanischen Krieges bei Richmond geboren und wuchs dort auf. Er besuchte Privatschulen und studierte dann zwischen 1838 und 1840 am Princeton College. Bowne hielt mehrere lokale Ämter. Politisch gehörte er der Whig Party an. Bei den Kongresswahlen des Jahres 1850 wurde Bowne im zweiten Wahlbezirk von New York in das US-Repräsentantenhaus in Washington, D.C. gewählt, wo er am 4. März 1851 die Nachfolge von David A. Bokee antrat. Da er im Jahr 1852 auf eine erneute Kandidatur verzichtete, schied er nach dem 3. März 1853 aus dem Kongress aus. Dann war er zwischen 1857 und 1859 als Quarantäne-Beauftragter tätig und im dritten Jahr des Bürgerkrieges als republikanischer Wahlmann (Presidential Elector) bei der Präsidentschaftswahl. Er starb am 27. April 1874 in Richmond und wurde auf dem St. Andrew’s Cemetery beigesetzt.